# Brodek u Konice
Brodek u Konice là một làng thuộc huyện Prostějov, vùng Olomoucký, Cộng hòa Séc.